# Glutatione-disolfuro reduttasi
La glutatione-disolfuro reduttasi è un enzima appartenente alla classe delle ossidoreduttasi, che catalizza la seguente reazione:
glutatione disolfuro (GSSG) + NADPH ⇄ 2 glutatione + NADP+ + H+
L'enzima è una flavoproteina dimerica (FAD); la sua attività dipende da un gruppo disolfuro redox-attivo presente in ogni centro attivo.